# Allan Quatermain i zaginione miasto złota
Allan Quatermain i zaginione miasto złota (ang. Allan Quatermain and the Lost City of Gold) – amerykański film fabularny z 1987 roku w reżyserii Gary’ego Nelsona. Komedia przygodowa, kontynuacja filmu Kopalnie króla Salomona z 1985 roku.

## Obsada
- Richard Chamberlain – Allan Quatermain
- Sharon Stone – Jesse Huston
- James Earl Jones – Umslopogaas
- Henry Silva – Agon
- Robert Donner – Swarma
- Doghmi Larbi – Nasta
- Aileen Marson – Królowa Nyleptha
- Cassandra Peterson – Sorais
- Martin Rabbett – Robeson Quatermain
- Rory Kilalea – Dumont
- Alex Heyns – Holender
- Themsi Times – Pielęgniarka
- Philip Boucher – Barman
- Stuart Goakes – Kupiec
- Fidelis Cheza – Przywódca wojowników Esbowe
- Nic Lesley – Bezzębny Arab
- George Chiota – George

## Fabuła
Allan Quatermain wraz ze swoją narzeczoną Jesse wyrusza na poszukiwanie swojego zaginionego brata oraz legendarnego miasta złota.

## Opinie o filmie
- The Best of Video. Poradnik: kino, tv, sat, video, pod red. Witolda Nowakowskiego[1]

Film nie miał dobrej prasy. Zarzucano mu naiwność, schematyczność fabuły i efektów specjalnych. Jednak zwolennicy przygody w starym stylu będą oglądać go z przyjemnością (nie bez znaczenia pozostają tu wdzięki Sharon Stone).